# Pave Hyginus
Hyginus var pave fra omkring 136 til 140. Ifølge Vatikanets "Annuario Pontificio" fra {2003}, citeret fra 138 til 142 eller 149. Hans oprindelse er tvivlsom, men menes at være græsk. Hans festdag er den 11. januar. 
| Efterfulgte: Pave Teleforus | Pave 136-140 | Efterfulgtes af: Pave Pius I |

- Wikimedia Commons har flere filer relateret til Pave Hyginus